# Pozuelo del Páramo
Pozuelo del Páramo  est une commune d'Espagne dans la province de León, communauté autonome de Castille-et-León. Elle s'étend sur 36,23 km2 et comptait environ 478 habitants en 2015.